# William Tierney Robarts
William Tierney Robarts (* um 1786; † 9. Dezember 1820 in London) war ein britischer Politiker und Geschäftsmann.

## Leben
William Tierney Robarts war der jüngste Sohn von Abraham Robarts und dessen Frau Sabine (geborene Tierney). Er wuchs mit drei Brüdern, unter anderem Abraham Wildey Robarts und George James Robarts, und fünf Schwestern auf. Der Politiker George Tierney war sein Onkel.
Robarts war ein Londoner Unternehmer und seit 1810 Direktor in der Bank of England. Am 26. Februar 1818 wurde er im Wahlkreis St. Albans in das House of Commons gewählt. Diesem gehörte er bis zu seinem Tod an. William Tierney Robarts starb unverheiratet und kinderlos am 9. Dezember 1820. Bei der daraus resultierenden Nachwahl wurde Henry Wright Wilson in das Unterhaus gewählt.